# Talbotton
Talbotton es una ciudad ubicada en el condado de Talbot en el estado estadounidense de Georgia. En el año 2000 tenía una población de 1.019 habitantes.

## Geografía
Talbotton se encuentra ubicada en las coordenadas 32°40′41″N 84°32′23″O / 32.67806, -84.53972 (32.678170, -84.539787). 
Según la Oficina del Censo, la localidad tiene un área total de 8,1 km² (3,1 mi²), de la cual 8,1 km² (3,1 mi²) es tierra y 0 km² (0 mi²) (0.00%) es agua.

## Demografía
Según la Oficina del Censo en 2000 los ingresos medios por hogar en la localidad eran de $19,940, y los ingresos medios por familia eran $24,792. Los hombres tenían unos ingresos medios de $27,250 frente a los $17,778 para las mujeres. La renta per cápita para la localidad era de $10,662. 